# Пирнєво
Пирнєво (рос. Пырнево) — присілок Гагарінського району Смоленської області Росії. Входить до складу Пречистенського сільського поселення.
Населення — 43 особи. 